# Квартала 69
Квартала 69 — поселок в Вилегодском муниципальном округе Архангельской области.

## География
Находится в юго-восточной части Архангельской области на расстоянии приблизительно 2 км на восток от железнодорожного разъезда 1141 км на правом берегу реки Нижняя Лупья.

## История
Была отмечена уже только на карте 1984 года. До 2020 года входила в состав Никольского сельского поселения до его упразднения.

## Население
Численность населения: 8 человек (русские 100 %) в 2002 году, 6 в 2010.